# Волче (Частоозерський округ)
Во́лче (рос. Волчье) — присілок у складі Частоозерського округу Курганської області, Росія.
Населення — 122 особи (2010, 175 у 2002).
Національний склад станом на 2002 рік:
- росіяни — 80 %